# Alfredo Filipe da Luz
Alfredo Filipe da Luz (Florianópolis, 13 de agosto de 1888 — Rio de Janeiro, 1944) foi um advogado e político brasileiro.

## Vida
Filho de Hercílio Luz e Etelvina Cesarina Ferreira da Luz. Irmão de Abelardo Venceslau da Luz.

## Carreira
Foi deputado à Assembleia Legislativa de Santa Catarina na 10ª legislatura (1919 — 1921). Eleito na eleição do 1º distrito da Capital do dia 20 de junho e 1920, conforme decreto no. 1.382, de 2 de junho daquele ano. (Realizada para preenchimento de duas vagas no Congresso Representativo do Estado)
Elegeu-se com 2.082 votos.

## Academia Catarinense de Letras
Foi membro fundador da Academia Catarinense de Letras, ocupando a cadeira número 3.